# Chery Eastar
La Chery Eastar est une automobile chinoise lancée sous l’appellation d'Oriental Son. Le moteur est d'origine Mitsubishi. Il y a un break dans la gamme de l'Eastar.